# Unleashed (band)
Unleashed is een Zweedse deathmetalband die in 1989 opgericht werd door Johnny Hedlund (ex Nihilist). Unleashed behoort tot de eerste generatie van Zweedse deathmetalbands en tot de eerste bands die de categorie death metal volledig omarmde. Daarnaast was Unleashed een van de eerste bands die de  vikingcultuur bezong, wat altijd een centraal thema in de teksten is gebleven. Het logo van Unleashed bevat een omgekeerd kruis. Hoewel de band geen satanische teksten heeft, is zanger Hedlund wel sterk antichristelijk, vanwege de rol van het christendom in het "uitroeien van de Vikingcultuur in Scandinavië".

## Biografie
Unleashed werd in 1989 opgericht door zanger en bassist Johnny Hedlund, die altijd in deze rol de band is blijven leiden.  Na twee demo’s: Revenge en Utter Dark kreeg Unleashed een platencontract bij Century Media Records. Hun debuutalbum Where No Life Dwells uit 1991 en de bijbehorende videoclip van Before the Creation Of Time zette de band direct op de kaart. In hetzelfde jaar bracht Unleashed ook de ep And The Laughter Has Died... uit onder Century Media Records.
In 1992 bracht Unleashed hun tweede studioalbum uit, getiteld Shadows In The Deep, met daarop een cover van Venoms Countess Bathory. Gitarist Fredrik Lindgren raakte zijn interesse in death metal kwijt en wilde zich gaan richten op punkrock, waardoor hij in 1995 vertrok. Hij nam nog wel het album Victory op, waarop Unleashed verfijnder klonk dan op voorganger Across The Open Sea. Ook de Full Of Hate festivals, met onder meer Grave, Gorefest en hoofdact Death deed hij nog mee. Lindgren werd voor de opname van het album Warrior in 1997 vervangen door Fredrik Folklare, die tot op heden de gitarist van Unleashed is gebleven.

## Pauze
De band laste na de tournee een pauze in tot 2002 om zich te concentreren op andere projecten, studies en het privéleven. Ondanks de erkenning had de band nooit voldoende opgeleverd om volledig van te kunnen leven voor de bandleden. Vanaf dat moment hanteerde Unleashed consequent een schema van opnames en tournees. Na de pauze greep de band duidelijk meer terug op de stijl van hun begindagen. In 2010 bracht Unleashed het eerste album uit een trilogie rondom Yggdrasil uit, getiteld As Yggdrasil Trembles, dat een vervolg kreeg in 2012 met het album Odalheim. Over het derde album is nog niets bekendgemaakt.

## Probot
Dave Grohl (ex Nirvana, Foo Fighters) heeft bij diverse gelegenheden aangegeven een groot fan te zijn van Unleashed. Nirvana heeft zelfs bijna het Unleashed nummer Onwards Into Countless Battles, gespeeld door Dave Grohl, op een boxset uitgebracht. Dave Grohl was ook van plan Johnny Hedlund te vragen om een bijdrage te leveren aan zijn project Probot. De vermeende nazisympathieën van Hedlund deden Grohl echter besluiten beiden in te trekken. Hedlund reageerde furieus op de beschuldiging en deed ze af als onzin met: "Unleashed praises nature, beast and man. Man... regardless of background, place of birth or color of the skin".

## Bandleden

### Huidige leden
- Johnny Hedlund – zang, basgitaar (1989–heden)
- Fredrik Folkare – leadgitaar (1997–heden)
- Tomas Måsgard – slaggitaar (1990–heden)
- Anders Schultz – drums (1989–heden)

### Oud-leden
- Fredrik Lindgren  – gitaar (1989–1995)
- Robert Sennebäck – gitaar, zang (1989–1990)

## Discografie

### Studioalbums
- Where No Life Dwells (1991)
- Shadows in the Deep (1992)
- Across the Open Sea (1993)
- Victory (1995)
- Warrior (1997)
- Hell's Unleashed (2002)
- Sworn Allegiance (2004)
- Midvinterblot (2006)
- Hammer Battalion (2008)
- As Yggdrasil Trembles (2010)
- Dawn of the Nine
- The Hunt for White Christ
- No Sign of Life

### Ep's en singles
- ...And the Laughter Has Died (1991)

### Live-albums
- Live in Vienna '93 (1993)
- Eastern Blood Hail to Poland (1996)

### Compilatiealbums
- Masters of Brutality (Fnac Music, 1992)
- Viking Raids (The Best Of 1991-2004) (2008)

### Box sets
- ...And We Shall Triumph in Victory (2003)
- Immortal Glory (The Complete Century Media Years) (2008)